# TV Forescate
TV Forescate is een tennisvereniging uit het Zuid-Hollandse dorp Voorschoten. Forescate is opgericht op 13 juni 1956 en speelt op sportpark Forescate waar het 16 tennisbanen heeft. De club heeft circa 1000 leden.

## Damesteam
Het eerste damesteam van Forescate eindigde in 2013 bij de beste 4 in de Eredivisie voor damesteams en plaatste zich hiermee voor de play-offs om het landskampioenschap. Doordat 2 ploegen zich terugtrokken voor de play-offs mocht Forescate direct de finale spelen. In de finale was DDV uit Amsterdam met 2–4 te sterk en Forescate moest genoegen nemen met de tweede plaats.
Ook in 2012 was Forescate al tweede van Nederland geworden.
Erelijst
- 2e van Nederland (2x): 2012, 2013